# Кафедральний собор Турку
Кафедральний собор Турку (фін. Turun tuomiokirkko) — головний лютеранський храм у Фінляндії. Побудований в другій половині XIII століття, освячений в 1300 році на честь Діви Марії і першого єпископа країни — святого Генріха, який хрестив Фінляндію.

## Історія
Собор був закладений у 1258 році і побудований в північно-готичному стилі, який став на довгий час зразком для будівництва інших церков у Фінляндії. Перший кам'яний собор був набагато меншим за нинішнього. Його фасад знаходився на тому місці, де нині розташована кафедра. Нижчим був і звід, що перекривав простір.
В середні віки собор неодноразово перебудовувався і розширювався. У XV столітті до собору були прибудовані бічні капели. Трохи пізніше висота склепіння центрального нефа була збільшена до сучасних розмірів (24 м). У 1827 році собор серйозно постраждав від пожежі. 101-метрова вежа собору була побудована при відновленні собору і стала символом міста Турку.
Внутрішнє оздоблення собору виконане в 1830-х рр. Фредриком Вестіном і Карлом Енгелем. Стіни і склепіння вівтарної частини прикрашені фресками Р. В. Екмана. У 1870-х роках північні капели були прикрашені вітражами роботи Володимира Сверчкова.
У 1980 році в соборі було встановлено новий 81-регістровий орган.

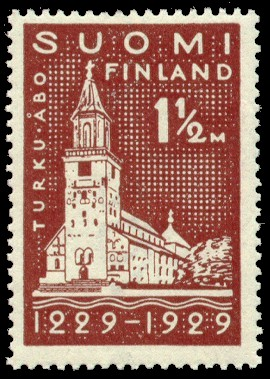
Собор на поштовій марці 1929 року

У капелі Святого Георгія похований єпископ Геммінг, зарахований до лику святих. Найвідомішим надгробком собору є саркофаг Катаріни Монсдоттер, дружини короля Еріка XIV. У різних частинах собору також похоронені Мауну II Таваст, Олаві Маунунпойка, Конрад Біц, Мауну III Сяркілахті, Кнут Поссе, Пауль Юстен, Ісаак Ротовіус, Турстен Столхандске, Оке Тотт, Еверт Хурн.
У південній галереї собору розташований Кафедральний музей, відкритий в 1982 році після завершення реставраційних робіт.
Перед собором встановлено пам'ятник реформатору церкви Мікаелю Агріколі.